# Средња Вас в Бохињу
Средња Вас в Бохињу (словен. Srednja vas v Bohinju) је насељено место у општини Бохињ, Горењска регија, Словенија.

## Историја
До територијалне реорганизације у Словенији била је у саставу старе општине Радовљица.

## Становништво
У попису становништва из 2011. године, Средња Вас в Бохињу је имала 505 становника.
| Број становника према пописима | Број становника према пописима | Број становника према пописима |
| ------------------------------ | ------------------------------ | ------------------------------ |
| 1991                           | 2002                           | 2011                           |
| 433                            | 416                            | 505                            |

## Галерија
- панорама
- основна школа
- детаљ
- архитектура
- архитектура
- детаљ
- Рибнишки слап
- поглед на узвишење Студор